# HMS Nottingham (D91)
El HMS Nottingham (D91) fue un destructor Tipo 42 Batch 2 de la Royal Navy comisionado en 1983 y dado de baja en 2010.

## Historia
Construido por Vosper Thornycroft, fue puesta en gradas en 1978, botada en 1980 y asignada en 1983.
En 1984 cumplió una patrulla del Atlántico Sur y las Islas Malvinas. En 1986 integró la Armilla patrol.
En 2007 cumplió una nueva patrulla del Atlántico y las Malvinas.
Fue dado de baja en 2010 y posteriormente desguazado.